# Alekseï Tsereteli
Alexeï Akakievitch Tsereteli (en russe : Алексей Акакиевич Церетели), né en 1864 à Saint-Pétersbourg (Empire russe) et mort le 16 mai 1942 à Paris (France) est un prince géorgien et impresario d'opéra russe.

## Biographie
Son père Akaki Tsereteli (1840–1915), prince géorgien, est dans son pays un  personnage public reconnu et un poète célèbre. Sa mère Natalia Petrovna Bazilevskaïa (russe : Наталия Петровна Базилевская) est issue de la noblesse russe. 
Il reçoit la même éducation noble et géorgienne que son père et son grand-père, tout en étant formé à la culture russe. 
Ayant reçu une formation d'ingénieur, mais ayant été attiré dès son enfance par l'opéra, il fonde vers 1896-1897, une troupe d’opéra à Kharkov rapidement remarquée par la critique. Tsereteli se rend alors à Saint-Pétersbourg où il met sur pied le Nouvel opéra, qui connaît un grand succès. Y travaillent non seulement des chanteurs russes de renom, mais aussi des artistes européens comme Titta Ruffo, venu en 1905 à Saint-Pétersbourg pour participer à plusieurs spectacles de sa troupe. En 1907-1908, Tsereteli organise une tournée de Fédor Chaliapine en Amérique qui connaît un énorme succès.
Après la Révolution d'Octobre, Alexeï Tsereteli quitte la Russie. Il forme d'abord une  troupe à Barcelone en 1921, puis s'installe à Paris avec une nouvelle troupe dans laquelle travaillent des artistes russes émigrés. En 1926, il monte La Légende de la ville invisible de Kitège et de la demoiselle Fevronia à l’Opéra de Paris.
À la même époque, existe à Paris l’Opéra russe, troupe  de Maria Kouznetsova et de  son mari Alfred Massenet (neveu de Jules Massenet). En 1929, les deux troupes  fusionnent sous le nom d'Opéra russe à Paris. Y participent de nombreux émigrés russes : chefs d'orchestre, chanteurs, musiciens, danseurs etc parmi lesquels Emil Cooper, Nicolas Evreïnoff, Alexandre Sanine (en), Constantin Korovine, Ivan Bilibine, Mstislav Doboujinsky, Michel Fokine, Bronislava Nijinska; les chanteurs d’opéra Fédor Chaliapine, Alexandra Iakovleva (ru), Dmitri Smirnov, Hélène Sadoven (uk), Maria Davidova (ca), Marianna Tcherkasskaïa (ru), Natalia Ermolenko-Ioujina, Georges Pozemkovsky, Iakov Gorsky, Capiton Zaporojetz (ru), Nina Koshetz, etc. Alexeï Tsereteli invite aussi la troupe de ballet du colonel de Basil. 
La troupe connaît un grand succès et effectue des tournées dans de nombreux pays. 
À la suite d'un conflit entre les propriétaires, la justice prononce la dissolution de l'entreprise. Le prince Tsereteli essayera sans succès de travailler avec d’autres partenaires.
Il meurt à Paris en 1942, pendant l'occupation allemande.

## Anecdote
À Londres en 1933, pendant la même représentation du Prince Igor Fédor Chaliapine a joué les deux rôles de Galitsky et de Konchak(les sources russes donnent une autre date: 5 juin de 1931, au Lyceum Theatre (Londres)).